# Episinus chikunii
Episinus chikunii là một loài nhện trong họ Theridiidae.
Loài này thuộc chi Episinus. Episinus chikunii được Hajime Yoshida miêu tả năm 1985.